# Portal del carrer Església de la Guàrdia Lada
Portal del carrer Església de la Guàrdia Lada és una obra del poble de la Guàrdia Lada, al municipi de Montoliu de Segarra (Segarra) inclosa a l'Inventari del Patrimoni Arquitectònic de Catalunya.

## Descripció
Portal d'accés al nucli medieval del poble de la Guàrdia Lada, situat al C/ Església, a pocs metres d'aquest edifici i adossat a l'actual habitatge de Cal Soler (C/ Església, 3).

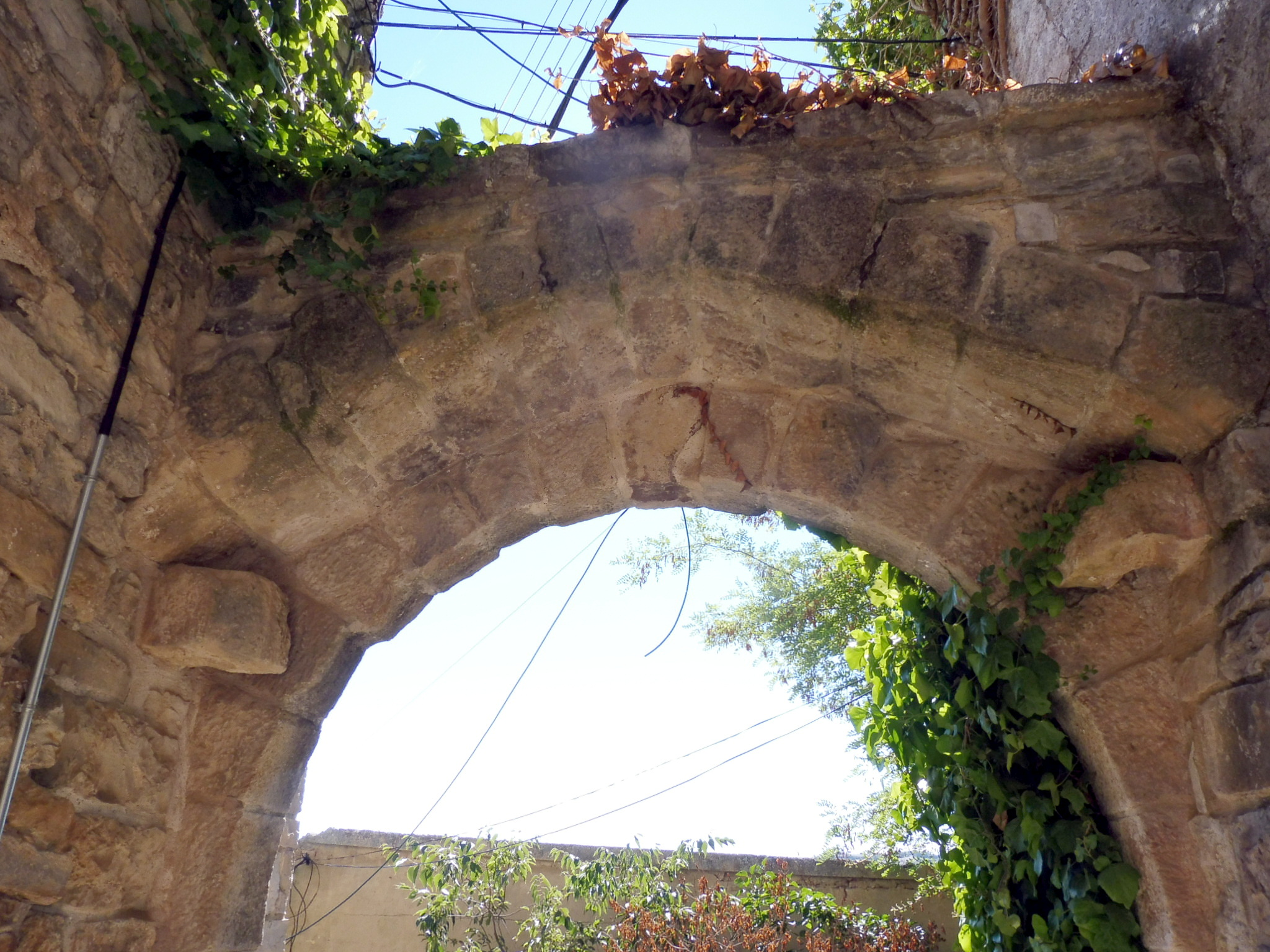
Frontisses de la porta

 Aquest portal se'ns presenta d'arc de mig punt adovellat i els seus brancals queden parcialment tapats pels edificis dels costats. A la cara interior del portal encara queden vestigis de les frontisses de la porta de tancament. El portal està bastit a base de carreus de pedra del país, amb clars signes d'erosió.

## Història
El terme i castell de la Guàrdia Lada va estar vinculat des del primer moment als comtes de Barcelona i amb referència ja l'any 1026 amb el topònim "Guardiam Grossan". Així doncs, el castell apareix entre les pertinences del comte de Barcelona Ramon Berenguer I, l'any 1076. Ben aviat, els seus feudataris foren els Cervera i a partir del segle xiii, sorgí un llinatge de castlans amb el cognom. El 1406 l'orde de l'Hospital instituí la comanda de la Guàrdia Lada i Cabestany, però no va tenir molta força i finalment s'integrà a la comanda de l'Espluga de Francolí. La Guàrdia Lada restà en mans de l'ordre de l'Hospital fins a la desamortització del segle xix.